# Konventualci
Franjevci konventualci (lat. Ordo Fratrum Minorum Conventualium, skr. OFMConv; hrv. Red manje braće konventualaca; minoriti), rimokatolički su muški crkveni red, ogranak franjevačkog prvoga reda. Red je nastao 1517. godine tijekom rasprava o siromaštvu reda kada se jedinstveni franjevački red razdvojio na konventualce i opservante.
Konventualci nose crni habit s dugom kukuljicom i bijeli pojas.
Prema podatcima iz 2024., Red broji 3879 pripadnika (od čega 2727 svećenika) u 572 kuće.

## Povijest
Izvorni franjevački red, koji je tijekom stoljeća zbog brojnih reformi već bio razdijeljen na nekoliko ogranaka, papa je 1517. godine podjelio na franjevce opservante (smeđe franjevce) te na franjevce konventualce (crne fratre). Ta dva reda sljedbenici su duhovnosti sv. Franje, vlastitog utemeljitelja. 
Sjedište konventualaca nalazi se u Rimu, a na čelu mu je general koji se bira na razdoblje od šest godina. Zakonodavnu vlast ima generalni kapitul. Red je podijeljen na provincije, kustodije i samostane. Poznatiji samostani su samostan sv. Frane u Asizu i samostan sv. Antuna u Padovi. Godine 2000. imali su u svijetu oko 4000 članova. Današnja braća žive u mnogim zemljama svijeta. Broj fratara u stalnom je porastu još od vremena sv. Maksimilijana Kolbea, velikog sveca Reda franjevaca konventualaca i na određeni način njegova reformatora.
Sveci, blaženici i sluge Božje iz Reda franjevaca konventualaca bili su sv. Maksimilijan Kolbe, sv. Josip Kupertinski, papa Siksto V., sv. Franjo Antun Fasani, bl. Bonaventura iz Potence, bl. Franjo Ivan Burte i mnogi drugi.
Crni fratri žive i u Hrvatskoj, u 12 samostana. Polovica samostana je uz more, a pola u kontinentalnom dijelu zemlje. Djeluju unutar Hrvatske provincije sv. Jeronima franjevaca konventualaca. Među njihovim samostanima u Hrvatskoj najpoznatiji su samostan Svetoga Duha u Zagrebu, samostan sv. Frane u Splitu, samostan sv. Frane u Šibeniku i dr. Po arhivima su poznati samostan sv. Frane u Šibeniku, samostan sv. Jere na Pirovu u Visu i samostan na Cresu.
Poznati hrvatski konventualci su: fra Placido Cortese, fra Jeronim Mileta, fra Matija Ferkić, fra Celestin Tomić, fra Špiro Marasović, blaženi Ivan iz Francuske , fra Josip Milošević...
Za konventualce se najviše zna po njihovom karitativnom radu, radu u pučkim misijama koje su najustrajnije djelovale prvih desetak godina poslije drugog svjetskog rata.

## Vanjske poveznice
- Službene stranice  Arhivirana inačica izvorne stranice od 9. svibnja 2008. (Wayback Machine)
- Službene stranice Hrvatske provincije sv. Jeronima franjevaca konventualaca
- Provincija Sv. Jeronima franjevaca konventualaca - Povijest provincije
- Franjevci konventualci u Hrvatskoj  Arhivirana inačica izvorne stranice od 11. svibnja 2006. (Wayback Machine)
- Konventualci Hrvatska enciklopedija